# Laggan, Badenoch
Laggan är en by i Highland i Skottland. Byn är belägen 12 km 
från Newtonmore. Orten har 170 invånare (2011).